# Donna Invisibile
La Donna Invisibile (Invisible Woman), nota inizialmente come Ragazza Invisibile, il cui vero nome è Susan "Sue" Storm Richards, è un personaggio dei fumetti statunitensi creato da Stan Lee e Jack Kirby nel 1961, pubblicato dalla Marvel Comics. È una dei membri fondatori dei Fantastici Quattro, nonché prima supereroe femminile creata dalla Marvel durante la Silver Age dei fumetti. Come i compagni di squadra, Sue è stata esposta a una tempesta cosmica che le ha conferito poteri sovrumani, prendendo la decisione di usarli per combattere il crimine; possiede il potere di diventare e rendere ciò che tocca invisibile e di creare campi di forza impenetrabili che usa anche per scopi di attacco. Sue è un membro vitale dei Fantastici Quattro, essendo la sorella maggiore di Johnny Storm, moglie di Reed Richards e grande amica di Ben Grimm.
Sin dal suo debutto, la donna invisibile è stata descritta come una delle eroine femminili più importanti e potenti della Marvel.

## Biografia del personaggio

Fantastici Quattro n. 169

Susan Storm e suo fratello minore Jonathan crebbero nella città di Glenville, Long Island, figli del medico Franklin Storm e di sua moglie Mary. Una notte, i genitori andarono a una cena in onore del dottor Storm, ma lungo il tragitto una gomma dell'auto esplose provocando un incidente, nel quale Mary rimase ferita gravemente. Franklin insistette per operare sua moglie, ma non riuscì a salvarla; l'evento portò l'uomo a deprimersi profondamente, perse la licenza medica e divenne un giocatore d'azzardo e un alcolizzato. Un giorno, Franklin uccise accidentalmente uno strozzino e non si difese in tribunale in quanto si sentiva ancora in colpa per la morte di Mary. Con il padre in prigione, i due bambini andarono a vivere dalla zia e Sue divenne una figura materna per Johnny.
Susan, all'età di diciassette anni, incontrò un giovane studente di nome Reed Richards, il quale aveva affittato una stanza nella pensione di cui la zia di Susan era proprietaria; Sue si innamorò di lui nonostante la loro differenza di età. Successivamente, la ragazza si diplomò al liceo come capitana pluripremiata della squadra di nuoto femminile e si trasferì in California per frequentare il college, dove intraprese la carriera di attrice e incontrò di nuovo Richards, con cui iniziò una relazione sentimentale.
Reed, lavorando nel campo dell'ingegneria aerospaziale, progettò un veicolo spaziale per i viaggi interstellari, ma il governo interruppe i finanziamenti. Deciso a portare a termine il suo lavoro, Richards decise di fare un volo di prova non programmato; inizialmente sarebbero dovuti partire solo Reed e il suo migliore amico, Ben Grimm, ma Susan li convinse a far partecipare anche lei e Johnny alla missione. Mentre si trovavano nello spazio, il quartetto venne esposto a enormi quantità di radiazioni cosmiche e furono costretti a tornare sulla Terra con un atterraggio di fortuna. Si accorsero poi di avere acquisito poteri sovrumani: quello di Sue consisteva nel diventare invisibile a proprio piacimento. Il gruppo decise di usare le loro nuove abilità per proteggere i più deboli e si rinominò Fantastici Quattro; Susan adottò l'alias di Ragazza Invisibile.

### Ragazza Invisibile
Il primo quartier generale dei Fantastici Quattro venne allestito nel Baxter Building a Manhattan e il gruppo iniziò a operare come team di supereroi. Tra gli avversari che si trovarono ad affrontare, Sue sviluppò una particolare attrazione ricambiata per Namor, pur continuando a essere innamorata di Reed. Tale situazione venne definita il primo triangolo amoroso dell'Universo Marvel.
Inizialmente l'unico potere di Sue è quello di rendersi invisibile, ma successivamente apprende di poter rendere invisibili anche altre cose e di riuscire a creare campi di forza trasparenti. Durante uno scontro con l'Uomo Talpa, Susan resta gravemente ferita e Franklin Storm evade di prigione per operarla; in questo modo, l'uomo riesce a fare pace con i figli prima di tornare in carcere. In seguito, il Super-Skrull riesce a rapire Storm per assumere il suo aspetto e combattere i Fantastici Quattro e, durante lo scontro, Storm si sacrifica per salvare la squadra da una trappola esplosiva degli Skrull.
Nel corso del tempo, la relazione tra Reed e Sue si rafforza sempre di più, finché i due decidono di sposarsi. Il matrimonio è un evento di grande importanza e ci partecipano molti dei più grandi supereroi di New York; qualche tempo dopo, i Fantastici Quattro incontrano due dei personaggi che faranno la storia della squadra, Galactus e Silver Surfer. In seguito, Sue rimane incinta e si prende una pausa dall'attività della squadra; il suo ruolo viene occupato temporaneamente dall'inumana Crystal, la ragazza di Johnny.
A causa delle radiazioni che contaminano il corpo di Susan, la donna fatica a partorire; pertanto, Reed, Johnny e Ben viaggiano nella Zona Negativa per ottenere da Annihilus la Barra del Controllo Cosmico, grazie alla quale Sue riesce a dare alla luce un bambino che viene chiamato Franklin, in onore del padre dei due Storm. Franklin è un mutante per la struttura geneticamente modificata dei suoi genitori e possiede enormi poteri. Annihilus vuole sfruttare il bambino per i suoi scopi sadici e innesca prematuramente i poteri latenti di Franklin (solitamente i poteri mutanti si manifestano intorno all'adolescenza); temendo che suo figlio possa rilasciare abbastanza energia psionica da eliminare tutta la vita sulla Terra, Richards chiude la mente di Franklin. Sue si arrabbia per non essere stata consultata, quindi lascia i Fantastici Quattro (venendo sostituita dall'inumana Medusa) e si separa coniugalmente da Reed. Con l'aiuto di Namor, Susan in seguito si riconcilia con il marito e torna nei Fantastici Quattro accompagnata da Franklin.

### Donna Invisibile
Susan rimane nuovamente incinta, ma il bambino nasce morto in quanto Susan è stata esposta a ulteriori radiazioni nella Zona Negativa. L'evento fa cadere Sue in depressione e permette a Psycho-Man di manipolarla e farle assumere i panni di Malice, nei quali Susan arriva ad attaccare i suoi amici e la sua famiglia sfruttando le sue abilità a dei livelli di potenza mai visti prima. Reed riesce a far rinsavire la moglie, la quale si vendica brutalmente di Psycho-Man e resta talmente colpita da quanto accaduto che decide di cambiare il suo nome in codice nel più maturo Donna Invisibile. Lei e Richards lasciano brevemente i Fantastici Quattro per unirsi ai Vendicatori, prima di tornare al gruppo originale.
Durante la Guerra dell'Infinito, Susan affronta Malice, riemersa dal suo subconscio, e riesce ad assorbirla nella sua coscienza. Malice riesce comunque a influenzare la personalità di Due, rendendola più aggressiva durante i combattimenti, tanto che riesce a creare campi di forza affilati come lame. Franklin, che ha viaggiato nel tempo, diventa da adulto l'eroe Psi-Lord, libera sua madre da Malice assorbendola in se stesso e poi la proietta nella mente del Dark Raider, una versione malvagia alternativa di Reed Richards, il quale muore poi nella Zona Negativa.
Qualche tempo dopo Reed scompare e Sue si mette a capo dei Fantastici Quattro; dimostratasi una leader capace, continua a cercare il marito in quanto convinta che sia ancora vivo, respingendo nel mentre le avances romantiche di Namor. I Fantastici Quattro riescono a salvare Reed, che si era disperso nel tempo, e l'uomo per un certo periodo sviluppa delle incertezze sul suo ruolo nella squadra, in quanto Sue si è rivelata un'ottima guida.
Dopo il loro ritorno sulla loro Terra d'origine, i Fantastici Quattro incontrano la Marvel Girl Valeria von Doom, figlia di Sue e del Dottor Destino proveniente da un futuro alternativo; nonostante le iniziali incertezze, Susan accetta la ragazza come amica. Durante un conflitto con Abraxas, Franklin rivela di aver usato le sue abilità per salvare il secondogenito nato morto di Susan e di averlo collocato in un altro futuro alternativo; Marvel Girl torna successivamente a essere un feto in grembo a Susan, che deve portare avanti un altro parto difficile. Stavolta viene aiutata da Destino a partorire una bambina sana che Destino chiama Valeria come favore per aver aiutato Sue. Destino cerca comunque di raggirare la squadra facendo un incantesimo alla neonata affinché possa usarla contro i Fantastici Quattro, ma il gruppo riesce a liberarla dal controllo del criminale e a sconfiggerlo.

### Sue la Torcia Umana
Zius, leader di un gruppo di profughi di Galactus, rapisce Susan per sfruttare i suoi poteri al fine di nascondere i pianeti da Galactus. Reed trova un modo per ingannare Zius, scambiando temporaneamente i poteri di Susan e Johnny; così facendo, sia Sue che Johnny rinnovano il rispetto reciproco per il modo con cui riescono a gestire i propri poteri.

### Civil War
In seguito a un catastrofico evento che ha portato alla morte di centinaia di persone a causa di un gruppo di giovani eroi inesperti che cercavano di fermare dei supercriminali, si genera un'ondata di malcontento nei confronti degli eroi, che porta il governo a imporre una registrazione per le persone dotate di abilità sovrumane. Johnny subisce una grave aggressione per il suo status di supereroe; sebbene inizialmente Sue concordi con l'atto di registrazione, resta inorridita quando il clone di Thor creato da Reed e Tony Stark uccide Bill Foster durante un combattimento per un malfunzionamento. Sue lascia Richards e i suoi figli per unirsi alla resistenza di Capitan America insieme a Johnny.
I fratelli Storm sfuggono a una squadra di agenti dello SHIELD che cercano di catturarli e si spacciano come una coppia sposata su consiglio di Nick Fury. La resistenza decide di assalire la prigione nella Zona Negativa, che funge da campo di prigionia per i superumani che hanno rifiutato di registrarsi; Sue chiede assistenza a Namor, il quale rifiuta e insinua che lei sia ancora attratta da lui.
Durante lo scontro finale tra le due fazioni di eroi, Sue viene attaccata dal Thunderbolt Taskmaster; Richards la protegge e viene ferito gravemente. Sue abbatte poi il criminale e aiuta a sistemare i disordini di New York causati dalla battaglia. Come gli altri Vendicatori Segreti, Sue ottiene l'amnistia e torna dalla sua famiglia, ma lei e Richards decidono di prendersi una pausa dal Fantastici Quattro per riparare il loro matrimonio; affidano i posti vacanti del gruppo a Tempesta e a Pantera Nera.

### World War Hulk
Quando un vendicativo Hulk attacca la Terra, i Fantastici Quattro lo affrontano; Richards progetta una macchina che ricrea l'aura di Sentinella per calmare il Golia Verde, il quale poi scopre lo stratagemma. Sue usa i suoi campi di forza per proteggere Reed da Hulk, ma quest'ultimo è così potente da frantumarli, procedendo poi a picchiare brutalmente Richards costringendo Sue a chiamare Sentry per farsi aiutare. La donna cerca inutilmente di far ragionare Hulk, il quale, però, è furioso con Richards per aver contribuito a esiliarlo nello spazio con gli altri Illuminati.
Hulk trasforma Madison Square Garden in un'arena di gladiatori e costringe Sue e gli altri eroi sconfitti a combattere i suoi compagni di Sakaar, usando dei chip per sopprimere i loro poteri.

### Morte
Qualche tempo dopo gli eventi di World War Hulk, la famiglia Richards assume una nuova badante per i loro figli, Tabitha Deneuve. Allo stesso tempo, un nuovo misterioso gruppo, che si fa chiamare i Nuovi Difensori, commette rapine e una dei loro membri, Psionics, inizia una relazione con Johnny. Dopo una brutta separazione, Johnny viene rapito dai Difensori, insieme al Dottor Destino e Galactus, per alimentare un'enorme macchina progettata per salvare apparentemente le persone di cinquecento anni nel futuro, un piano orchestrato da Tabitha, che si rivela essere la Sue di quel futuro. I Fantastici Quattro riescono a salvare la Terra del presente e del futuro, ma Destino, una volta liberato, uccide la Sue futura elettrificandola.

### Secret Invasion
Mentre Susan si trova in tournée a Vancouver, nella Columbia Britannica, uno Skrull camuffato da Mister Fantastic le tende un'imboscata e le fa perdere i sensi, permettendo a un'altra Skrull di assumere l'aspetto della donna per infiltrarsi nel Baxter Building e aprire un portale per la Zona Negativa che ingloba tre piani dell'edificio, inclusa sé stessa, Johnny, Ben e i due figli dei Richards. Si scopre che la Skrull è l'ex moglie di Johnny, Lyja, la quale in precedenza si era infiltrata nei Fantastici Quattro camuffata da Alicia Masters, l'amante di Ben. La vera Susan viene recuperata viva da un'astronave Skrull abbattuta dopo la battaglia finale dell'invasione.

### Fondazione Futuro
Successivamente, Reed fonda la Future Foundation (una squadra composta da bambini prodigio) a beneficio del mondo e della scienza e Sue lo supporta. Quando Johnny muore, i Fantastici Quattro vengono sciolti e Sue inizia a lavorare per la Future Foundation, finché non si scopre che Johnny è ancora vivo. le gesta eroiche di Sue furono spostate interamente sotto la bandiera della Fondazione Futuro. Successivamente viene rivelato che Johnny è stato rianimato ed è ancora vivo.

### Il tempo finisce
Tempo dopo, la Donna Invisibile si unisce allo S.H.I.E.L.D. per scoprire che fine hanno fatto gli Illuminati di Mr. Fantastic, suo marito, che ha, al fianco dei suoi compagni, ripetutamente distrutto realtà per far sì che le incursioni non colpissero la terra-616. Susan però si rivela essere una doppiogiochista, tradendo gli Avengers del Comandante Rogers per aiutare Reed Richards. Gli Illuminati chiedono di stringere un'alleanza con gli Avengers per far fuori la Cabala di Namor il Sub Mariner, ormai divenuta ingestibile. Il piano funziona, e i due gruppi riescono a sconfiggere la Cabala. In seguito, Avengers e Illuminati scoprono, grazie al Calabrone che dietro alle Incursioni ci sono gli Arcani. Resosi conto di non poter salvare la realtà, Reed decide di costruire una scialuppa di salvataggio al fianco della Fondazione Futuro.

### Secret Wars
Sue e il resto dei Fantastici Quattro creano una zattera di salvataggio che li salverà dall'imminente morte dell'universo. Tuttavia, subito prima dell'incursione finale tra il loro universo e l'Universo Ultimate, la parte della nave in cui si trova Susan viene separata. Reed e Pantera Nera cercano di ricollegarla mentre Sue tiene insieme le due parti con i suoi campi di forza, ma la donna finisce per essere uccisa con Ben e i suoi figli da Oblio, devastando Reed. Quest'ultimo, successivamente, sfrutta il potere donatogli da Molecola per riportare in vita i famigliari morti, con cui inizia a ricostruire l'intero Multiverso.
In seguito, la Donna Invisibile viene affrontata con la Future Foundation da Griever alla fine del tempo.

## Poteri e abilità
Sue ha ricevuto i suoi poteri dopo che delle radiazioni cosmiche hanno innescato cambiamenti mutageni nel suo corpo. Originariamente in grado solo di rendersi invisibile, Susan in seguito ha scoperto di poter rendere invisibili anche altre cose e di proiettare campi di forza trasparenti. In numerose occasioni è stato affermato che Susan è il membro più potente dei Fantastici Quattro, nonché uno dei pochi esseri in grado di rompere il guscio di un Celestiale.

### Invisibilità
In quanto Donna Invisibile, Susan è in grado di piegare mentalmente tutte le lunghezze d'onda della luce visibile, infrarossa e ultravioletta, pertanto può rendersi totalmente o parzialmente invisibile a suo piacimento, così come altre persone o oggetti, riuscendo a occupare con il suo potere fino a 1.100 metri cubi. Inoltre, le sue retine riescono a percepire anche le forme basate sui raggi cosmici riflessi e ciò le permette di vedere qualsiasi cosa invisibile (sebbene non a colori) e di riportarlo a uno stato visibile a suo piacimento.

### Campi di forza
Sue può generare mentalmente dei campi di forza psionica invisibile (traendola dall'iperspazio), che è in grado di manipolare per ottenere una varietà di effetti, come realizzare costrutti e campi di forza invisibili quasi indistruttibili; può variare la consistenza e la resistenza del campo, o renderli opachi e traslucidi per bloccare variazioni di luce. È anche in grado di renderli semipermeabili per filtrare l'ossigeno dall'acqua, sebbene quest'ultimo potere sia mentalmente faticoso da eseguire.
Generando forza aggiuntiva ai suoi costrutti psionici, Sue può trasformarli in armi di attacco, che variano da enormi arieti invisibili a piccoli proiettili come sfere e dardi. Formando uno dei suoi campi di forza all'interno di un oggetto ed espandendolo, può far esplodere il suo bersaglio. Per muoversi in cima alle sue costruzioni, Susan è in grado di simulare un'approssimazione limitata di volo e può manipolare l'energia dei suoi campi di forza attorno ad altri oggetti per ottenere un'abilità telecinetica.
I campi di forza di Sue possono contrastare o interagire con altre forme di energia psichica, riuscendo in tal modo a contrastare gli attacchi di Psi-Lord e di Jean Grey.

### Altre abilità
In quanto ex campionessa di nuoto, Susan è un'eccellente nuotatrice e un'abile combattente, essendo stata addestrata nel judo da Reed, oltre che da Pugno d'Acciaio, dalla Cosa e da She-Hulk . Parla correttamente il lettone, ha una certa bravura nella recitazione ed è una leader naturale, ricoprendo spesso il ruolo di comandante dei Fantastici Quattro in assenza di Richards.  

## Altre versioni

### House of M
Quando il mondo venne riplasmato da Scarlet, nella nuova realtà Sue Storm era morta con Reed.

### Ultimate
Appare anche in Ultimate Fantastic Four. Come gli altri componenti del gruppo è molto più giovane della versione classica, da cui si differenzia per svariati motivi; oltre ad essere più giovane e più disinibita, non è orfana: suo padre, il professor Storm, è a capo di un istituto di ricerche che dà opportunità a giovani ragazzi prodigio, di cui fa parte anche lei, essendo una scienziata esperta in biotecnologia dal Q.I. molto alto.

### Marvel Zombies
Susan viene costretta a uccidere She-Hulk zombificata, la quale ha mangiato i suoi figli Franklin e Valeria. Per via di un esperimento di Reed sugli zombie, Sue viene zombificata e, assieme a Ben e Johnny, anch'essi zombificati per lo stesso esperimento, infetteranno Reed, rendendo anche lui uno zombie. Successivamente combatterà contro il colonnello america, ma verrà abbattuta da una misteriosa apparizione C che si rivelerà Ash Williams, protagonista de la casa.

### 1602
Assieme ai compagni è prigioniera nel castello del Dottor Destino. Viene poi liberata e assieme a Reed, Ben e Johnny si ribellerà a Destino. Contrariamente alla versione mainstream, questa versione di Susan Storm ha forti difficoltà nel mantenere la forma visibile, restando invisibile per tutta la serie primaria ed esercitandosi costantemente nel perfezionamento del proprio controllo negli spin-off successivi.

### MC2
Nell'Universo Parallelo MC2 Susan Storm, gravemente inferma, viene curata da suo marito Reed Richards nella Zona Negativa. Non potendo spostarla per riportarla nell'universo primario, Reed Richards utilizza un robot, "Big Brain", per consentirgli di aiutare il resto dei Fantastici Quattro (ora "Fantastici Cinque") in telepresenza, simulando di aver avuto egli stesso un incidente e di aver dovuto trasferire il suo cervello nel robot. Alla fine Susan Storm riesce a guarire completamente, e Reed Richards, svelata la finzione, la riconduce all'affetto di suo figlio Franklin e di suo fratello Johnny. Comunque, la loro riunione viene brutalmente interrotta quando Reed Richards, nel tentativo di bandire la mente del Dottor Destino nel mistico Crocevia dell'Infinito, finisce in coma irreversibile. A questo punto le parti si invertono, e Susan Storm nuovamente si separa dai suoi cari per restare in Latveria a prendersi cura del marito ospedalizzato e non più autosufficiente.

## Altri media

### Animazione
La Donna Invisibile come una dei protagonisti in:
- I Fantastici Quattro (1967)
- The Fantastic Four (1978)
- I Fantastici Quattro (1994)
- I Fantastici 4 - I più grandi eroi del mondo (2006)

La Donna Invisibile appare anche in:
- Spider-Man - L'Uomo Ragno (1994)
- Super Hero Squad Show (2009)
- Avengers - I più potenti eroi della Terra (2010)
- Hulk e gli agenti S.M.A.S.H. (2013)
- Marvel Super Hero Adventures (2017)

### Cinema
- Nel film a basso budget The Fantastic Four (1994) Susan Storm è interpretata da Rebecca Staab.
- Nei film I Fantastici 4 (2005) e I Fantastici 4 e Silver Surfer (2007), invece, è interpretata da Jessica Alba. In questa versione dirige il Dipartimento di ricerca genetica di Victor Von Doom ed esce con lui all'inizio del film. Immediatamente prima dell'arrivo della tempesta cosmica che le ha dato i poteri, Victor le fa una proposta di matrimonio, ma lei rifiuta. I suoi poteri acquisiti sono la capacità di manipolare la luce, permettendole di diventare invisibile e generare campi di forze semi-visibili di colore azzurro. A differenza di altri media, non è in grado di rendere invisibili i suoi vestiti normali, provocando un momento imbarazzante in cui Sue si è spogliata per intrufolarsi tra la folla, solo per riapparire mentre era ancora in mutande. Inoltre, i suoi poteri sono parzialmente influenzati dalle sue emozioni, ma riesce a controllare i suoi poteri durante la battaglia culminante della squadra con Von Doom. Durante il film, si sa che Sue ha avuto una precedente relazione romantica con Reed Richards. Nel complesso è anche la più materna del gruppo, soprattutto con suo fratello minore Johnny. Sue accetta la proposta di matrimonio di Reed alla fine del film. Nel sequel, il matrimonio di Sue Storm con Richards viene interrotto dall'arrivo di Silver Surfer. Mostra altri poteri come telecinesi, volo tramite piattaforme fluttuanti e proiezione invisibile. Quando i suoi poteri vengono temporaneamente scambiati con quelli di Johnny, tutti i vestiti di Sue vengono bruciati e, scambiando di nuovo i rispettivi poteri, finisce completamente nuda davanti al suo edificio, fotografata dalla folla prima di sparire nuovamente. Inizialmente Silver Surfer funge da araldo del suo padrone Galactus, che consuma i pianeti, ma presto decide di opporsi all'attacco di Galactus sulla Terra perché Sue gli ricorda la donna che amava sul suo pianeta natale. Durante il tentativo di proteggere Silver Surfer con un campo di forze, Sue viene trafitta al petto da una lancia creata dal Dottor Doom dotato di poteri cosmici e muore tra le braccia di Reed. Tuttavia, Silver Surfer usa i suoi poteri cosmici per curarla e farla rivivere. Prima di partire per affrontare Galactus, Silver Surfer dice a Reed di fare tesoro di ogni momento con Sue. Dopo che il surfista ha respinto con successo Galactus, Sue e Reed si sposano in Giappone alla fine del film, pochi istanti prima di volare via con Ben e Johnny per salvare Venezia dall'inondazione.
- Nel 2015 viene prodotto un reboot dei precedenti film: Fantastic 4 - I Fantastici Quattro. In questo film la Donna Invisibile è interpretata da Kate Mara. Nel film lei non viaggia teletrasportandosi con i suoi compagni, ma rimane nella base a collaudarlo. Ciò che le dà i poteri è una esplosione di energia al ritorno dei suoi amici dal pianeta Zero. I suoi poteri in questo film consistono in campi di forza visibili di colore blu, invisibilità, proiezione invisibile, colpi di energia e volo sotto forma di sfera. Nel film è anche capace di far passare le persone e gli oggetti nel suo campo di forza.

#### Marvel Cinematic Universe
La Donna Invisibile compare all'interno del Marvel Cinematic Universe, interpretata da Vanessa Kirby.
- Nel ventottesimo film dell'MCU Doctor Strange nel Multiverso della Follia (2022), una variante della Donna Invisibile della Terra-838 viene solo menzionata e citata da suo marito Mister Fantastic.
- Susan Storm, alias la Donna Invisibile, apparirà ufficialmente come una dei protagonisti nel film I Fantastici Quattro - Gli inizi (2025), e quindi si scopre che è ambientata nell'altro universo alternativo, catalogato come la Terra-828.
- Nei film Avengers: Doomsday (2026) e Avengers: Secret Wars (2027), la Donna Invisibile, insieme alla sua squadra, farà nuovamente la sua comparsa e si riunisce con gli Avengers e alcuni dei loro vecchi e nuovi alleati per sconfiggere il suo nemico di sempre che minaccia l'intero multiverso, il Dottor Destino.

### Videogiochi
- Spider-Man: The Animated Series (1995)
- Fantastic Four (1997)
- I Fantastici 4 (2005)
- Marvel: La Grande Alleanza (2006)
- I Fantastici 4 e Silver Surfer (2007)
- LittleBigPlanet (2008)
- Marvel: La Grande Alleanza 2 (2009)
- Marvel Super Hero Squad (2009)
- Marvel vs. Capcom 3: Fate of Two Worlds (2011)
- Marvel: Avengers Alliance (2012)
- Marvel Heroes (2013)
- Marvel Puzzle Quest (2013)
- LEGO Marvel Super Heroes (2013)
- Marvel: Sfida dei campioni (2014)
- Marvel Future Fight (2015)
- Marvel Strike Force (2018)
- Marvel Super War (2019)
- Marvel: La Grande Alleanza 3: L'Ordine Nero (2019)
- Marvel Duel (2020)
- Marvel Rivals (2024)